# Rhode stalitoides
Rhode stalitoides är en spindelart som beskrevs av Christa L. Deeleman-Reinhold 1978. Rhode stalitoides ingår i släktet Rhode och familjen ringögonspindlar. Inga underarter finns listade i Catalogue of Life.